# James Corcoran (Toningenieur)
James Patrick Corcoran (geboren am 13. August 1904 in Missouri; gestorben am 30. Oktober 1986 in Kalifornien) war ein amerikanischer Toningenieur.

## Werdegang
Corcoran machte 1929 seinen Bachelor-Abschluss in Elektrotechnik an der University of Washington in Seattle. Danach setzte er seine Studien an der University of California fort und arbeitete für die in Hollywood ansässige Firma Electrical Research Products, Inc. Ab 1938 arbeitete er bei dem Filmstudio 20th Century Fox als Toningenieur.
Er war verheiratet mit Marquita H. Young Corcoran (1905–1980) und das Paar bekam um 1933 einen Sohn namens James Corcoran junior.

## Filmographie (Auswahl)
- 1963: Cleopatra
- 1965: Meine Lieder – meine Träume (The Sound of Music)
- 1965: Michelangelo – Inferno und Ekstase (The Agony and the Ecstasy)
- 1966: Kanonenboot am Yangtse-Kiang (The Sand Pebbles)

## Oscar-Nominierungen und -Auszeichnung
- 1964: gemeinsam mit Fred Hynes für den Oscar in der Kategorie Bester Ton für Cleopatra nominiert
- 1966: gemeinsam mit Fred Hynes den Oscar in der Kategorie Bester Ton für Meine Lieder – meine Träume gewonnen
- 1966: für den Oscar in der Kategorie Bester Ton für Michelangelo – Inferno und Ekstase nominiert
- 1976: für den Oscar in der Kategorie Bester Ton für Kanonenboot am Yangtse-Kiang nominiert